# Байсеитов, Канабек
Канабек Байсеитов (каз. Қанабек Байсейітов; 15 марта 1905, с. Красный Восток, Копальский уезд, Семиреченская область, Российская империя) — 10 марта 1979, Алма-Ата) — казахский советский режиссёр, драматург, актёр театра и кино, певец, переводчик. Народный артист Казахской ССР. Лауреат Государственной премии Казахской ССР.

## Биография
Обучался грамоте у муллы, в 15-летнем возрасте стал учителем в аульной школе ликбеза. Работал секретарём ревкома, волостного комитета, начальником районного отделения милиции. Происходит из подрода Андас рода Шуманак племени Жалайыр.
В 1925 году поступил в казахский педагогический техникум. Уже в студенческие годы был замечен как талантливый самодеятельный актёр: в 1926 он сыграл главную роль в спектакле Ж. Шанина «Аркалык батыр».
В 1927 организовал Театр рабочей молодежи, в котором стал главным режиссёром.
С 1929 года — актёр казахского драматического театра (ныне Казахский государственный академический театр драмы имени М. О. Ауэзова), который в 1933 году в связи с переносом столицы переезжает из Кызыл-Орды в Алма-Ату.
В 1934 году участвует в организации Казахского музыкального театра (ныне Казахский государственный академический театр оперы и балета имени Абая) в Алма-Ате с постановки музыкальной комедии М. Ауэзова и И. Коцыка «Айман — Шолпан», в которой Канабек сыграл роль Арыстана. Также выступал на оперной сцене, где создал неповторимые образы хана Арыстана, Таргына, храброго воина Толегена из рода Жагалбайлы и других. В последующие годы исполнял главные роли в операх Евгения Брусиловского «Кыз-Жибек» (1934), «Жалбыр» (1935), «Ер Таргын» (1936), но вершиной его творчества стала роль Абая, в одноименной опере Ахмета Жубанова и Латыфа Хамиди (1944). В этой опере Байсеитов, показав отточенную технику театрального искусства, через внутреннее сопереживание герою и драматизм смог великолепно передать образ великого Абая. За исполнение главной роли Байсеитов был отмечен Государственной премией Казахской ССР.
Наряду с актёрской деятельностью писал пьесы («Озбыр болыс», «Зәуре», «Тартыс», «Келіншек», «Ох, эти джигиты», «Ох, эти девушки»), переводил на казахский язык произведения русских драматургов.

## Семья
От первой жены имел сына Алдана (1930).
Вторая жена — Гульбахрам Беисова (1912—1957), оперная певица, драматическая актриса, ставшая знаменитой под именем Куляш Байсеитова. Лауреат двух Сталинских премий второй степени (1948, 1949). В 24 года самая молодая обладательница звания «Народный артист СССР» (1936) за все годы его присвоения. В браке родилось трое дочерей: Куралай (1938—1974), Карлыгаш (1940—2023) и Каршыга (1942—1947), приёмная дочь (племянница Куляш) Раушан (1947).
В 1957 году вступил в третий брак, в котором родился сын Алдажан Канабекович Байсеитов (1960—2020).
Внуки от Алдажана: Баян Байсеитова (1978) — музыкант, пианистка, от первого брака.
От второго брака — Тимур, Азамат и Джана Байсеитовы — артисты балета и пианистка.

## Избранная фильмография
- 1938 — Амангельды — Жапар
- 1955 — Девушка-джигит —  Журка, и. о. управляющего трестом
- 1956 — Берёзы в степи — Алтынбеков
- 1957 — Ботагоз — Итбай, волостной старшина
- 1959 — На диком бреге Иртыша — Уралов
- 1960 — Тишина — Оспанов
- 1961 — Перевал — Байтемир
- 1961 — Сплав — Жантуар Усенов
- 1963 — Сказ о матери
- 1965 — Чинара на скале
- 1968 — Путешествие в детство — Сембай
- 1968 — Синий маршрут — Маке
- 1970 — Кыз Жибек — пленный батыр
- 1972 — 1984 — Тризна
- 1974 — Эй вы, ковбои! — Узак-ата
- 1974 — Степные раскаты
- 1975 — Любимая — старик
- 1976 — Алпамыс идет в школу — Мынар-ата

## Награды
- Орден Ленина (3 января 1959) — за выдающиеся заслуги в развитии казахского искусства и литературы и в связи с декадой казахского искусства и литературы в гор. Москве
- Орден Трудового Красного Знамени
- Орден Дружбы народов (1975)
- Орден «Знак Почёта» (26 мая 1936; за выдающиеся заслуги в деле развития казахского оперного искусства, казахской музыки, песни и танцев[6])
- Народный артист Казахской ССР
- Государственная премия Казахской ССР